# آریزونا سیتی (آریزونا)
آریزونا سیتی (به انگلیسی: Arizona City) یک منطقهٔ مسکونی در ایالات متحده آمریکا است که در شهرستان پاینال، آریزونا واقع شده‌است. آریزونا سیتی ۱۶٫۰۹ کیلومتر مربع مساحت و ۱۰٬۴۷۵ نفر جمعیت دارد و ۴۶۰ متر بالاتر از سطح دریا واقع شده‌است.